# Bullers Green
Bullers Green var en civil parish 1866–1888 när det uppgick i Morpeth och Newminster Abbey, i grevskapet Northumberland i England. Civil parish var belägen 27 km från Alnwick och hade 346 invånare år 1881.